# احمدکا
احمدکا (انگلیسی: Akhmetka) یک شهرک در شهرستان گافوریسکی استان باشقیرستان کشور روسیه است.